# Резолюция 185 на Съвета за сигурност на ООН
Резолюция 185 на Съвета за сигурност на ООН е приета единодушно на 16 декември 1963 г. по повод кандидатурата на Кения за членство в ООН. С Резолюция 184 Съветът за сигурност препоръчва на Общото събрание на ООН Кения да бъде приета за член на Организацията на обединените нации.